# Герб Панамы
Герб Панамы — геральдический символ центрально-американского государства Панамы. Герб был принят временно, определенно и согласно тем же самым законам, по которым приняли и панамский флаг.
10 золотых звёзд на самом верху герба символизируют провинции Панамы. Под ними расположена южноамериканская гарпия — один из крупнейших представителей семейства ястребиных, самый сильный пернатый хищник Америки, который  считается национальным символом Панамы. Ещё ниже — щит, состоящий из трёх горизонтальных частей. В верхней части щита слева — висящие сабля и винтовка (символ конца гражданским войнам), справа — перекрещенные лопата и мотыга (символ труда). Средняя часть щита содержит изображение Панамского перешейка, Солнце заходит за гору на западе и Луна восходит над ночными водами на востоке, так, как это было в торжественный час отделения Панамы от Колумбии 3 ноября 1903 года. В нижней части щита слева — рог изобилия с монетами (символ богатства), справа — крылатое колесо (символ прогресса). В 1904 герб был официально принят согласно закону 64 от 4 июня 1904 года, подписанному президентом Ассамблеи д-ром Ортегой и президентом республики д-ром Мануэлем Герреро. Современное использование герба и его дизайн установлены законом №34 1949 года и последующими его изменениями.